# Alison Moyet
Genevieve Alison Jane Moyet, (Billericay, 18 juni 1961) is een Brits singer-songwriter.

## Biografie
Alison Moyet werd geboren in Billericay en groeide op in Basildon. Haar vader is Fransman en haar moeder is Engelse. Op haar zestiende ging Moyet van school. Na een tijdje in een winkel te hebben gewerkt, begon ze een opleiding tot pianostemmer, waarmee ze echter na twee jaar ophield, omdat ze toen met de band Yazoo, waar ze samen met Vince Clarke in zat, een hit had met de nummers 'Only You' en 'Don't Go'.
Moyet maakte met Yazoo twee albums en de band kreeg een Brit Award voor Beste Nieuwe Band, voordat hij werd opgeheven. Haar solodebuut noemde ze Alf, naar de bijnaam die ze van Vince Clarke gekregen had. Ze maakte verschillende cd's, won nog drie Brit Awards en verschillende andere prijzen en toerde over de hele wereld. Ze staat in de top 5 van best verkopende Britse zangeressen ooit.
In 2001 speelde Moyet Matron ‘Mama’ Morton in de musical Chicago en kreeg goede kritieken. Dat jaar zong ze ook het nummer Skipping Stones voor producer King Britt.
Op 6 mei 2013 verscheen haar album The Minutes. Haar meest recente album is Other, uitgebracht op 16 juni 2017.

## Discografie

### Albums
| Album met eventuele hitnotering(en) in de Nederlandse Album Top 100 | Datum van verschijnen | Datum van binnenkomst | Hoogste positie | Aantal weken | Opmerkingen      |
| ------------------------------------------------------------------- | --------------------- | --------------------- | --------------- | ------------ | ---------------- |
| Alf                                                                 | 1984                  | 24-11-1984            | 5               | 75           |                  |
| Raindancing                                                         | 1987                  | 18-4-1987             | 6               | 16           |                  |
| Hoodoo                                                              | 1991                  | 4-5-1991              | 39              | 7            |                  |
| Essex                                                               | 1994                  | 2-4-1994              | 65              | 7            |                  |
| Singles                                                             | 1995                  | 3-6-1995              | 35              | 25           | Verzamelalbum    |
| Singles + Live - no overdubs                                        | 1996                  | -                     |                 |              |                  |
| The essential                                                       | 2001                  | -                     |                 |              | Verzamelalbum    |
| Hometime                                                            | 2002                  | -                     |                 |              |                  |
| Voice                                                               | 2004                  | -                     |                 |              | Album met covers |
| The Turn                                                            | 2007                  | -                     |                 |              |                  |
| The Best of 25 Years                                                | 2009                  | -                     |                 |              | Verzamelalbum    |
| the minutes                                                         | 2013                  | -                     |                 |              |                  |
| minutes and seconds - live                                          | 2014                  | -                     |                 |              |                  |
| Other                                                               | 2017                  | -                     |                 |              |                  |

### Singles
| Single met eventuele hitnotering(en) in de Nederlandse Top 40 | Datum van verschijnen | Datum van binnenkomst | Hoogste positie | Aantal weken | Opmerkingen                      |
| ------------------------------------------------------------- | --------------------- | --------------------- | --------------- | ------------ | -------------------------------- |
| Love resurrection                                             | 1984                  | 11-8-1984             | 25              | 4            |                                  |
| That ole devil called love                                    | 1985                  | 4-5-1985              | 6               | 11           |                                  |
| All cried out                                                 | 1985                  | 13-7-1985             | 19              | 7            | Veronica Alarmschijf Hilversum 3 |
| Is this love?                                                 | 1986                  | 3-1-1987              | 11              | 9            |                                  |
| Weak in the presence of beauty                                | 1987                  | 11-4-1987             | 16              | 6            |                                  |
| Love letters                                                  | 1987                  | 26-12-1987            | 28              | 4            |                                  |
| It won't be long                                              | 1991                  | 27-4-1991             | tip5            |              |                                  |
| This house                                                    | 1991                  | 14-12-1991            | 31              | 3            |                                  |
| Reassuring Pinches                                            | 30-04-2017            | -                     | -               | -            |                                  |

### NPO Radio 2 Top 2000
| Nummers met noteringen in de NPO Radio 2 Top 2000 | '99 | '00 | '01  | '02 | '03 | '04 | '05 | '06  | '07 | '08 | '09  | '10  | '11  | '12  | '13  |
| ------------------------------------------------- | --- | --- | ---- | --- | --- | --- | --- | ---- | --- | --- | ---- | ---- | ---- | ---- | ---- |
| All Cried Out                                     | -   | 792 | 1009 | 555 | 816 | 890 | 928 | 1242 | 980 | 952 | 1741 | 1276 | 1769 | 1792 | 1789 |
| That Ole Devil Called Love                        | 838 | 804 | 508  | 592 | 687 | 580 | 684 | 1048 | 602 | 687 | 1720 | 1301 | 1500 | -    | -    |

1. ↑  Een '-' betekent dat het nummer niet was genoteerd en een vetgedrukt getal geeft de hoogste notering van een nummer aan.
2. ↑  Deze tabel is bijgewerkt tot en met de meest recente editie (2024).

## Noot
1. ↑   In de documentaire Yazoo, a short film spreekt Moyet tegen (vanaf 29:19) dat de band werd opgeheven omdat zij een solocarrière zou ambiëren: "It was reported that Yazoo split up because I wanted to be a solo singer, which is the biggest load of tush ever".

- Bibsys: 10063710
- Biblioteca Nacional de España: XX1001292
- Bibliothèque nationale de France: cb138977729 (data)
- Gemeinsame Normdatei: 134467574
- International Standard Name Identifier: 0000 0001 1468 6662
- Library of Congress Control Number: n92014515
- MusicBrainz: 79feb79b-8f0d-4306-b30a-e28bd88c9323
- Nationale Bibliotheek van Tsjechië: xx0022879
- Nationale bibliotheek van Australië: 35792558
- Nationale Bibliotheek van Israël: 987007410100505171
- Nationale en Universitaire bibliotheek Zagreb: 000236412
- Nederlandse Thesaurus van Auteursnamen: 07312477X
- Istituto Centrale per il Catalogo Unico: MODV247329
- Système universitaire de documentation: 086274910
- Trove: 1089940
- Virtual International Authority File: 19866356
- WorldCat: E39PBJdGHFM6pYK9kwYj8YJYyd